# Estrellita de Palma
Margarita Rodríguez Pérez (Palma, cap a 1929 - Llucmajor, 7 d'octubre de 2020), més coneguda pel seu nom artístic Estrellita de Palma, va ser una tonadillera mallorquina dels anys cinquanta del segle xx.
Va començar a cantar de molt jove a tablaos i sales de festa, on la companyia discogràfica Gramófono-Odeón la va contractar el 1948 per gravar, en el segell Regal, un disc de 78 rpm amb el pasdoblee «Qué bonito es el querer» d'Isidro López López, i Marino García González a la cara A i la samba «Caramba» a la cara B, al costat del Trío Vocal Hermanas Russell i acompanyament de Casas Augé i la seva orquestra. A aquest van seguir altres enregistraments i va aconseguir molta popularitat el 1955 amb el pasdoble «Campanera» de Naranjo, Murillo i Monreal que uns anys abans havia passat desapercebut interpretat per la cantant de Las Cabezas de San Juan Ana María Catalán López. Malgrat que la primera publicació d'aquest pasdoble interpretat per Estrellita de Palma anava a la cara B d'un disc el número principal del qual era un bolero interpretat per Jorge Sepúlveda, va ser tal l'èxit, que la cantant va arribar a ser coneguda pel nom de la cançó. Altres èxits d'Estrellita de Palma van ser els temes «De tu novio, qué» de Rodemor y Aldeny i «Tanto tienes, tanto vales», de Quintero, León i Quiroga; els pasdobles «La cruz de mayo» de Valverde y Font, «Qué bonito es el querer», de Marino García i «Manolo de mis amores» de Marino García i Antonio Villena; i la rumba gitana popular «Río Manzanares», entre altres peces del seu repertori que incloïen buleries, tangos o cercaviles diverses del cançoner popular.